# Dragó de bosc
El dragó de bosc (Mokopirirakau granulatus) és una espècie de dragó endèmica de Nova Zelanda. Granulatus fa referència a la textura granular de la pell. El seu nom maori és moko pirirākau ("llangardaix que s'aferra als arbres"). Es troba a totes les parts del país excepte al Far North i a Canterbury. És una espècie protegida per la Wildlife Act de 1953.

## Descripció
L'esquena és de color marró-gris amb taques brillants en forma de W, semblant a l'escorça d'un arbre. Els dragons de l'extrem sud de la seva distribució sovint tenen tons més brillants de vermell i taronja. Poden canviar de color ràpidament segons el seu entorn. Tenen el ventre gris i les escates blanques a la vora de la boca, la qual és de color groc o taronja, que es pot utilitzar per diferenciar-lo del dragó del Pacífic. Els coixinets dels seus peus són grocs, els del nord tenen els dits dels peus una mica més curts que els del sud. Normalment fan uns 70-85 mm de llarg des del musell fins a la ventilació, alguns exemplars han arribat a fer prop de 100 mm.

## Distribució
El dragó de bosc està present tant a les illes del nord com les del sud. Se'ls pot trobar des de la badia de les illes fins a Taranaki i al llarg de la badia de l'abundància. A l'illa del sud es veuen sobretot per Marlborough, Nelson i Tasman. Es troben arran de terra i sobre els arbres, rarament fins a 1500 m sobre el nivell del mar.

## Comportament
Els dragons del bosc són generalment nocturns, però solen prendre el sol durant el dia. Viuen principalment als boscos i garrigues, als troncs i branques dels arbres. Al nord, sovint es troben als arbres Manuka i Kanuka. Quan està amenaçat, obre la boca i emet un so agut. Són omnívers, mengen tant invertebrats com fruites. Són vivàpars, i normalment s'aparellen a la tardor, donant a llum a finals d'estiu.

## Conservació
El 2012, el Departament de Conservació va reclassificar el dragó de bosc com a en risc segons el sistema de classificació d'amenaça de Nova Zelanda. Es va considerar que complia els criteris per a l'estat d'amenaça en risc perquè tenia un descens en curs. Aquest dragó també es considera que té dades pobres, la qual cosa indica que el Departament de Conservació té incertesa sobre la llista a causa de la manca de dades.
El juny de 2010, set dragons del bosc, quatre femelles i tres mascles, van ser robats d'un parc de vida salvatge a Northland.